# Bembidion nigrum
Bembidion nigrum är en skalbaggsart som beskrevs av Thomas Say 1825. Bembidion nigrum ingår i släktet Bembidion och familjen jordlöpare. Inga underarter finns listade i Catalogue of Life.

## Bildgalleri

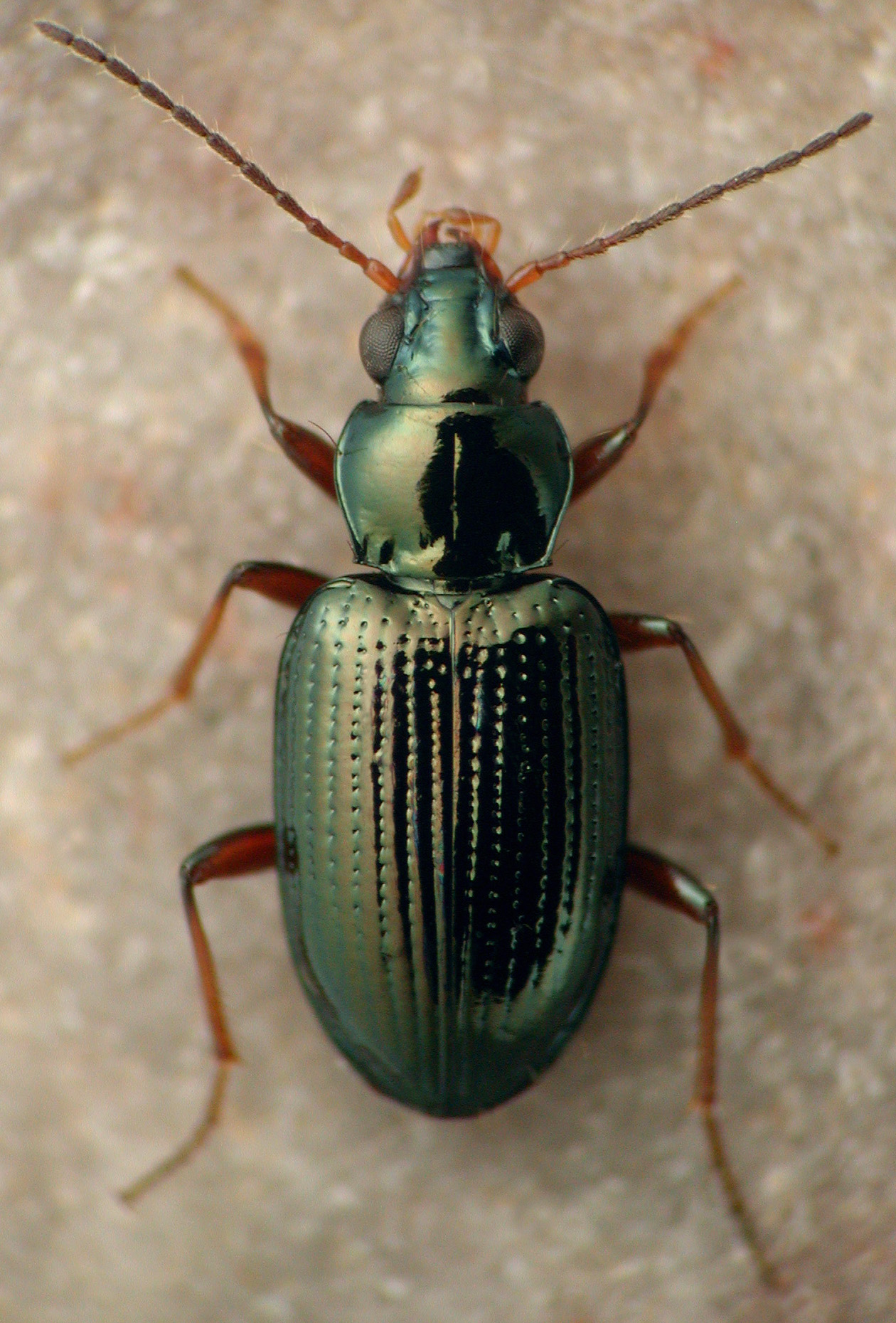